# Rudolph von Roman
Rudolph Ernst Philipp August Freiherr von Roman zu Schernau (* 1. Dezember 1836 in Leider bei Aschaffenburg; † 8. Januar 1917 in Würzburg) war ein deutscher Politiker. Von 1893 bis 1909 war er Regierungspräsident von Oberfranken.

## Biografie
Rudolph von Roman war das älteste von acht Kindern des August von Roman, eines Kämmerers und Rittergutsbesitzers in Leider bei Aschaffenburg und seiner Frau Amalie, geborene von Städel. Nach dem Abitur studierte er Rechts- und Staatswissenschaften an den Universitäten Würzburg und Heidelberg. Während seines Studiums trat er dem Corps Bavaria Würzburg bei. 1860 bestand er die juristische Staatsprüfung und entschied sich für den Beruf des Verwaltungsbeamten.
1876 erfolgte die Ernennung zum Vorstand des Bezirksamtes München links der Isar, wo er für die Verbesserung des Straßenwesens sorgte. Nach Tätigkeiten in Unterfranken, Oberbayern und Mittelfranken wurde er am 16. September 1893 als Nachfolger von Karl Alexander von Burchtorff zum Regierungspräsidenten von Oberfranken in Bayreuth ernannt.
Zusammen mit dem Bayreuther Bürgermeister Theodor Muncker förderte Roman die Bayreuther Festspiele und verbesserte das Verkehrswesen im Bayreuther Umland. Nachdem Bayreuth als Kreishauptstadt in den 1840er Jahren bei dem Bau von Fernverbindungen übergangen worden war, gelang es ihm, wenigstens eine Reihe von Bahnen in den Frankenwald, die Fränkische Schweiz und das Fichtelgebirge bauen zu lassen, wobei eine direkte Verbindung zwischen Bayreuth und Bamberg letztendlich nicht verwirklicht werden konnte. Er sorgte im Handel und Industrie wie im Gewerbe und Handwerk für einen großen Aufschwung und hat mit seinen Erfahrungen als Landwirt viel zu der Förderung der oberfränkischen Landwirtschaft beigetragen. Dazu förderte er die oberfränkischen Städte, von denen Bayreuth und Forchheim ihm das Ehrenbürgerrecht verliehen. Seine größten Leistungen erbrachte Roman in der Wohlfahrts- und Gesundheitspflege, für das Rote Kreuz und durch die Mitwirkung bei der Entstehung der oberfränkischen Lungenheilstätte.
Sechzehn Jahre lang blieb er bis zu seiner Pensionierung 1909 im Amt. Im Ruhestand zog er zuerst nach Nürnberg und später nach Würzburg.
Roman war in erster Ehe verheiratet mit Thekla von Roman, geb. von Buch, Tochter des Staatsministers und Generalmajors Gustav von Buch sowie Schwester des Generals Maximilian von Buch. In zweiter Ehe war Roman verheiratet mit Nikola von Roman, geb. von Thun, Tochter des Constantin von Thun, Rittergutsbesitzer in Oberschlesien; beide hatten einen Sohn, den späteren General Rudolf von Roman (1893–1970).

## Ehrungen
- Nach ihm wurden 1903 die Romanstraße sowie der dortige Romanplatz in München benannt.[2]
- 1. Dezember 1906: Ernennung zum Ehrenbürger der Stadt Bayreuth